# Рубен Даріо Ернандес
Рубен Даріо Ернандес (ісп. Rubén Darío Hernández, нар. 19 лютого 1965, Богота) — колумбійський футболіст, що грав на позиції нападника.
Виступав, зокрема, за клуби «Мільйонаріос» та «Індепендьєнте Медельїн», а також національну збірну Колумбії.

## Клубна кар'єра
У дорослому футболі дебютував 1987 року виступами за команду «Мільйонаріос», в якій провів п'ять сезонів, взявши участь у 114 матчах чемпіонату.  Більшість часу, проведеного у складі «Мільйонаріос», був основним гравцем атакувальної ланки команди.
Своєю грою за цю команду привернув увагу представників тренерського штабу клубу «Індепендьєнте Медельїн», до складу якого приєднався 1993 року. Відіграв за команду з Медельїна наступний сезон своєї ігрової кар'єри. Граючи у складі «Індепендьєнте Медельїн» також здебільшого виходив на поле в основному складі команди. У складі «Індепендьєнте Медельїн» був одним з головних бомбардирів команди, маючи середню результативність на рівні 0,47 гола за гру першості.
Згодом з 1994 по 1999 рік грав у складі команд «Депортіво Перейра», «Америка де Калі», «Санта-Фе», «Нью-Йорк Метростарс», «Депортес Кіндіо» та «Депортес Толіма».
Завершив ігрову кар'єру у команді «Депортес Кіндіо», у складі якої вже виступав раніше. Повернувся до неї 2000 року, захищав її кольори до припинення виступів на професійному рівні.

## Виступи за збірну
У 1988 році дебютував в офіційних матчах у складі національної збірної Колумбії.
У складі збірної був учасником розіграшу Кубка Америки 1989 року у Бразилії, чемпіонату світу 1990 року в Італії.
Загалом протягом кар'єри в національній команді, яка тривала 9 років, провів у її формі 17 матчів, забивши 1 гол.

## Титули і досягнення
- Кращий бомбардир чемпіонату Колумбії: 1994 (32)